# (2752) Wu Chien-Shiung
(2752) Wu Chien-Shiung est un astéroïde de la ceinture principale.

## Description
(2752) Wu Chien-Shiung est un astéroïde de la ceinture principale. Il fut découvert le 20 septembre 1965 à Nanking par l'Observatoire de la Montagne Pourpre. Il présente une orbite caractérisée par un demi-grand axe de 3,02 UA, une excentricité de 0,11 et une inclinaison de 10,1° par rapport à l'écliptique.

## Compléments